# Alejandro Azócar
Alejandro Esteban Azócar Machuca (ur. 19 października 2000 w Los Andes) – chilijski piłkarz występujący na pozycji skrzydłowego, od 2024 roku zawodnik Coquimbo Unido.